# Alegría de Álava
Alegría-Dulantzi (Dulantzi trong tiếng Basque và Alegría de Álava trong tiếng Tây Ban Nha) là một đô thị trong tỉnh Álava, thuộc Xứ Basque, phía bắc Tây Ban Nha.